# ゴードン・R・ディクスン
ゴードン・ルパート・ディクスン（Gordon Rupert Dickson、1923年11月1日 - 2001年1月31日）は、カナダ生まれのアメリカ人SF作家、ファンタジー作家。ディクソンの表記もあり。

## 経歴
カナダのアルバータ州エドモントンに生まれ、13歳の時に米国に移住。1943年から1946年まで陸軍に勤務。除隊後、ミネソタ大学卒業。
以降、60冊以上の長篇と、多数の中短篇を発表し、ヒューゴー賞7回、ネビュラ賞3回など各種の賞を受賞した。代表作は、未来を舞台にした未完のミリタリーSFシリーズ「チャイルド・サイクル」、ファンタジーの「ドラゴンウォーズ」シリーズ。ユーモアSFのホーカ・シリーズ（ポール・アンダースンとの共作）も有名。アメリカSF作家協会の会長を二期務めた。2001年、ミネソタ州で死去。77歳。

## 日本語訳された作品リスト

### 長編
- 「タイムストーム」TIME STORM
- 「ファー・コール」THE FAR CALL
- 「宇宙士官候補生」HOME FROM THE SHORE
- 「こちら異星人対策局」THE NAGNIFICENT WILE

### ホーカ
ポール・アンダースンと合作
- 「地球人のお荷物」EARTHMAN’S BURDEN
  - 「ガルチ渓谷の対決」The Sheriff of Canyon Gulch
  - 「ドン・ジョーンズ」Don Jones
  - 「進め、宇宙パトロール!」In Hoka Signo Vinces
  - 「バスカヴィル家の宇宙犬」The Adventure of the Misplaced Hound
  - 「ヨー・ホー・ホーカ!」Yo Ho Hoka！
  - 「諸君、突撃だ!」The Tiddlywink Warriors
- 「くたばれスネイクス!」HOKA！
  - 「くたばれスネイクス!」Joy in Mudville
  - 「スパイを捕まえろ」Undiplomatic Immunity
  - 「ホーカミの群」Full Pack(Hokas Wild)
  - 「ナポレオン事件」The Napoleon Crime
- 「がんばれチャーリー」（「星の王子チャーリー」の訳題もあり）STAR PRINCES CHARLIE

### ドラゴンウォーズ
- 「ドラゴンになった青年」THE DRAGON AND THE GEORGE：英国幻想文学大賞受賞
- 「ドラゴンの騎士」THE DRAGON KNIGHT

### チャイルド・サイクル
- 「ドルセイ!」DORSAI!
- 「兵士よ、問うなかれ（短篇版）」Soldier, Ask Not：1965年度ヒューゴー賞受賞
- 「兵士よ問うなかれ（長篇版）」SOLDER, ASK NOT
- 「ドルセイへの道」NECROMANCER
- 「ドルセイの決断」LOST DORSAI：1981年度ヒューゴー賞受賞
- 「ドルセイ魂」THE SPIRIT OF DORSAI

### ジュブナイル
- 「宇宙の勝利者」 Space Winners
- 「なぞの海底怪獣」 Secret Under the Sea

その他、秀逸な短編多数あり（未訳作品についてはen:Gordon R. Dicksonを参照）。